# Juuso Välimäki (Eishockeyspieler)
Juuso Välimäki (* 6. Oktober 1998 in Tampere) ist ein finnischer Eishockeyspieler, der seit Juni 2024 bei den Utah Mammoth aus der National Hockey League (NHL) unter Vertrag steht und dort auf der Position des Verteidigers spielt.

## Karriere
Juuso Välimäki wurde in Tampere geboren und wuchs im benachbarten Nokia auf. In seiner Geburtsstadt durchlief er die Nachwuchsabteilungen von Ilves Tampere, für dessen U20 er in der Saison 2014/15 in der Nuorten SM-liiga auf dem Eis stand, der höchsten Juniorenliga Finnlands. In der Folge entschloss sich der Abwehrspieler zu einem Wechsel nach Nordamerika, so verpflichteten ihn die Tri-City Americans aus der Western Hockey League (WHL), die ihn im CHL Import Draft des Jahres 2015 an 14. Position ausgewählt hatten. Nach einem durchschnittlichen Rookie-Jahr steigerte er seine persönliche Statistik zur Spielzeit 2016/17 deutlich, so verzeichnete er 61 Scorerpunkte in 60 Spielen und wurde infolgedessen ins WHL West Second All-Star Team gewählt. Darüber hinaus berücksichtigten ihn die Calgary Flames im NHL Entry Draft 2017 an 16. Stelle und statteten ihn wenig später, im Juli 2017, mit einem Einstiegsvertrag aus.
Dennoch kehrte Välimäki vorerst für eine weitere Saison zu den Americans in die WHL zurück, bei denen er seine Leistung aus dem Vorjahr bestätigte und abermals im Second All-Star Team der Western Conference Berücksichtigung fand. Im Rahmen der Vorbereitung auf die Spielzeit 2018/19 erspielte sich der Finne schließlich einen Platz im Aufgebot der Calgary Flames und debütierte somit im Oktober 2018 in der National Hockey League (NHL). Zudem kam er regelmäßig beim Farmteam der Flames, den Stockton Heat, in der American Hockey League (AHL) zum Einsatz.
In der Saison 2019/20 bestritt Väkimäki aufgrund eines Kreuzbandrisses kein Pflichtspiel, ehe er zur Off-Season im September 2020 auf Leihbasis zu Ilves Tampere zurückkehrte und somit erstmals in der Liiga auf dem Eis stand. Mit Beginn der NHL-Saison 2020/21 etablierte er sich schließlich im Aufgebot der Flames, verlor diesen Stammplatz jedoch zur Spielzeit 2021/22 wieder. Als er kurz vor dem Start der Saison 2022/23 über den Waiver erneut in die AHL geschickt werden sollte, übernahmen die Arizona Coyotes seinen Vertrag. Mit den Coyotes vollzog er nach der Saison 2023/24 den Umzug nach Salt Lake City, wo er fortan für den Utah Hockey Club aktiv ist. Dieser änderte seinen Namen im Mai 2025 endgültig in Utah Mammoth.

### International
Auf internationalem Niveau vertrat Välimäki sein Heimatland erstmals im Rahmen des Ivan Hlinka Memorial Tournament 2014, bevor er mit dem finnischen Nachwuchs beim Europäischen Olympischen Winter-Jugendfestival 2015 die Bronzemedaille gewann. Auf U18-Ebene nahm er an den U18-Weltmeisterschaften 2015 und 2016 teil, bei dem erst die Silbermedaille errungen wurde, ehe er die Mannschaft im Folgejahr als Kapitän zum Weltmeistertitel führte. In der gleichen Altersstufe gehörte der Verteidiger zudem beim Ivan Hlinka Memorial Tournament 2015 zum finnischen Aufgebot. Die U20-Nationalmannschaft vertrat Välimäki anschließend bei den U20-Weltmeisterschaften 2017 und 2018, bei denen das Team die Medaillenränge jedoch jeweils verpasste.

## Erfolge und Auszeichnungen
- 2017 WHL West Second All-Star Team
- 2018 WHL West Second All-Star Team

### International
- 2015 Bronzemedaille beim Europäischen Olympischen Winter-Jugendfestival
- 2015 Silbermedaille bei der U18-Weltmeisterschaft
- 2016 Goldmedaille bei der U18-Weltmeisterschaft

## Karrierestatistik
Stand: Ende der Saison 2024/25

### International
Vertrat Finnland bei:
| - Ivan Hlinka Memorial Tournament 2014 - Europäisches Olympisches Winter-Jugendfestival 2015 - U18-Weltmeisterschaft 2015 - Ivan Hlinka Memorial Tournament 2015 | - U18-Weltmeisterschaft 2016 - U20-Weltmeisterschaft 2017 - U20-Weltmeisterschaft 2018 - 4 Nations Face-Off 2025 |

(Legende zur Spielerstatistik: Sp oder GP = absolvierte Spiele; T oder G = erzielte Tore; V oder A = erzielte Assists; Pkt oder Pts = erzielte Scorerpunkte; SM oder PIM = erhaltene Strafminuten; +/− = Plus/Minus-Bilanz; PP = erzielte Überzahltore; SH = erzielte Unterzahltore; GW = erzielte Siegtore; 1 Play-downs/Relegation; Kursiv: Statistik nicht vollständig)